# Satulung
Satulung é uma comuna romena localizada no distrito de Maramureș, na região histórica da Transilvânia. A comuna possui uma área de 65 km² e sua população era de 5690 habitantes segundo o censo de 2007.